# Sisakos goge

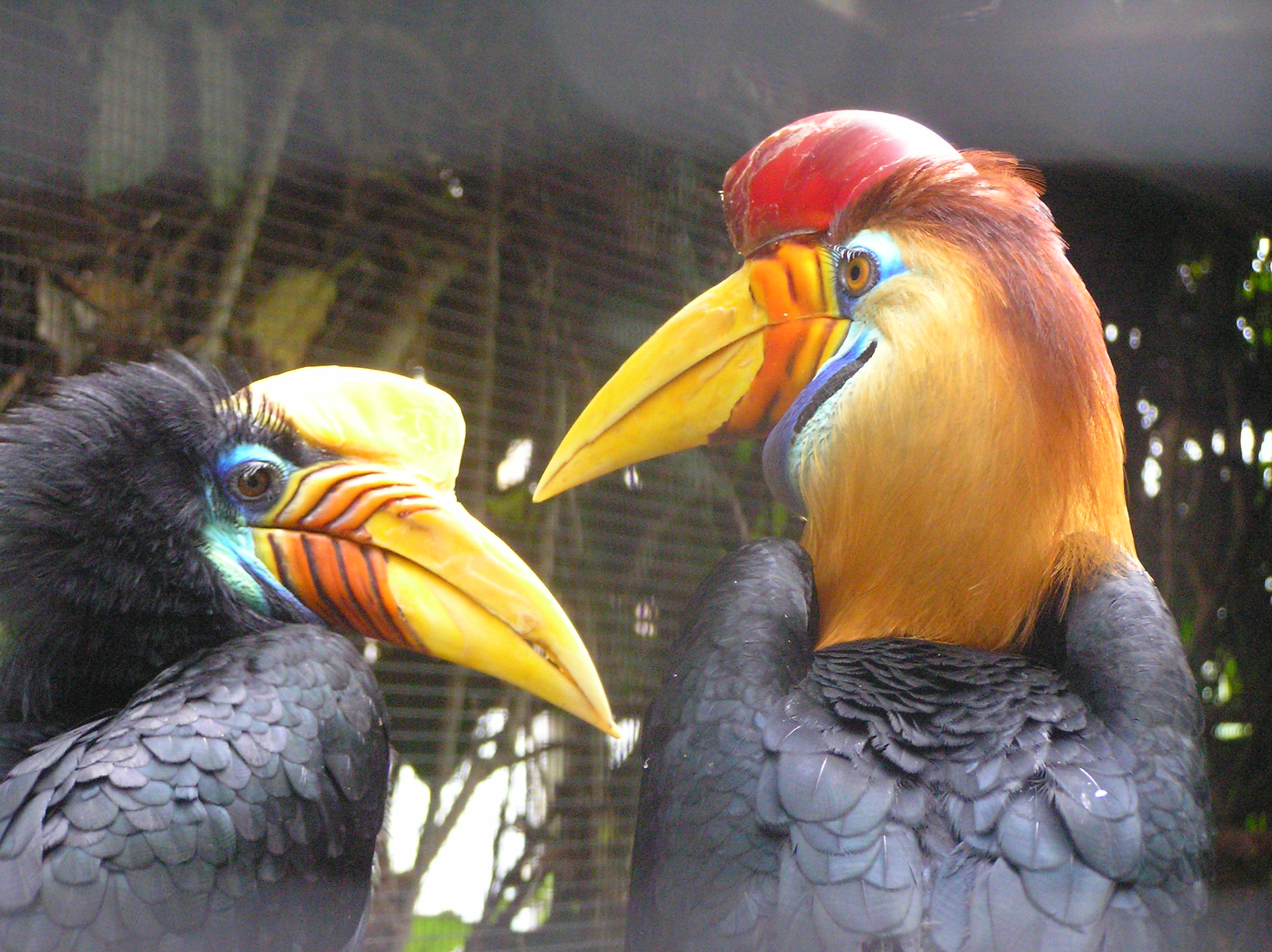
Hím és tojó

A sisakos goge (Aceros cassidix) a madarak osztályának szarvascsőrűmadár-alakúak (Bucerotiformes) rendjébe és a szarvascsőrűmadár-félék (Bucerotidae) családjába tartozó faj.

## Előfordulása
A sisakos goge az Ázsia déli részén széles körben elterjedt barázdás szarvascsőrű vagy más néven goge (Rhyticeros undulatus) közeli rokon faja, azt helyettesíti Celebesz szigetén, ahol a goge már nem él.
Celebesz mellett néhány közel kisebb szigeten, így Buton, Lembeh, Togian és Muna szigetén is előfordul.
Síkvidéki és alacsonyan fekvő hegyi esőerdők lakója.
A madár Indonézia Dél-Sulawesi tartományának nemzeti madara.

## Alfajai
- Aceros cassidix cassidix
- Aceros cassidix brevirostris

## Megjelenése
A sisakos goge nagy méretű szarvascsőrű faj és egyike a legszínesebb nagy testű szarvascsőrű fajoknak Ázsiában.
A kifejlett hím tollazata a testén és a szárnyán fekete, feje és nyaka krémszínű, torokzacskója kék, szeme körül egy csupasz világoskék színű bőrfelület látható. Csőre élénk sárga, a tövénél vörössel csíkozott. Csőrén nagy méretű, élénk piros színű szaruképlet látható. Hosszú farka fehér.
A tojó valamivel kisebb testű, mint a hím. Teste szintén fekete, de ellentétben a hímmel egész nyaka és melle szintén fekete. Torokzacskója élénk kék színű. Szeme körül egy csupasz kék színű bőrfelület látható.
Csőre hasonló, mint a hímé, csak a csőrön látható szaruképlet sárga.

## Életmódja
Táplálékát főként gyümölcsök, fügék alkotják. A sisakos goge az egyik leginkább gyümölcsevő faj az ázsiai szarvascsőrűek közül.

## Szaporodása
Fészkelés céljából magas (18-30 méteres) esőerdei óriásfák odvait használja. A tojó faodúba zárkózik be a tojásrakás és költés idejére. Ezen időszak alatt a hím táplálja a tojót és a fiókákat.

## Természetvédelmi helyzete
A sisakos goge ma még az egyik legkevésbé veszélyeztetett faj a szarvascsőrűmadár-félék családján belül. 
A Természetvédelmi Világszövetség Vörös Listáján a „nem fenyegetett” kategóriába sorolja a fajt.
Európában az Európai Állatkertek és Akváriumok Szövetsége felügyelete alá tartozó Európai Veszélyeztetett Fajok Programja (EEP) keretében tenyésztik a faj egyedeit.

## Képek

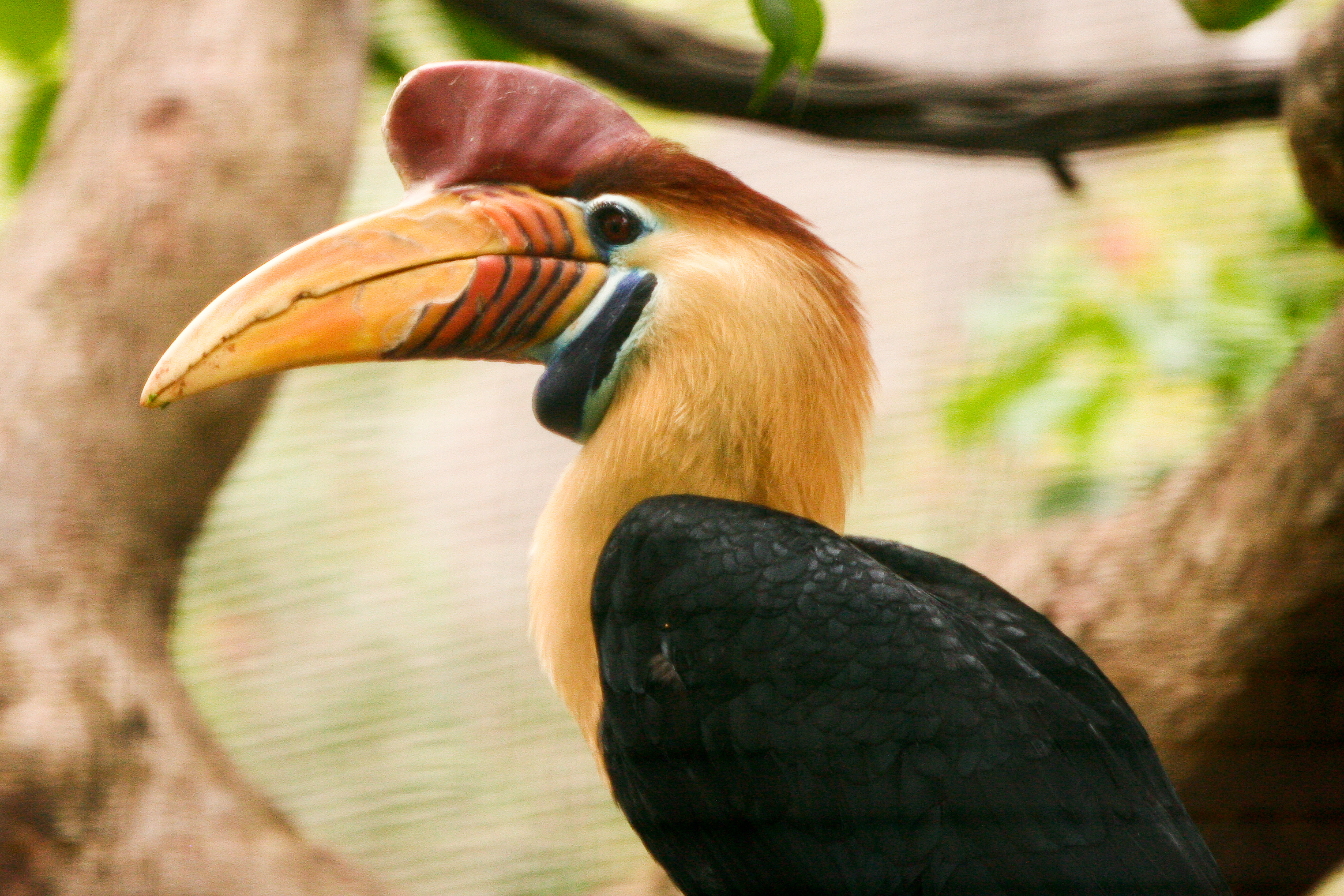
Hím
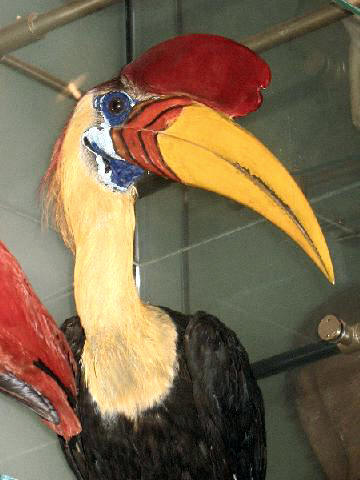
Hím
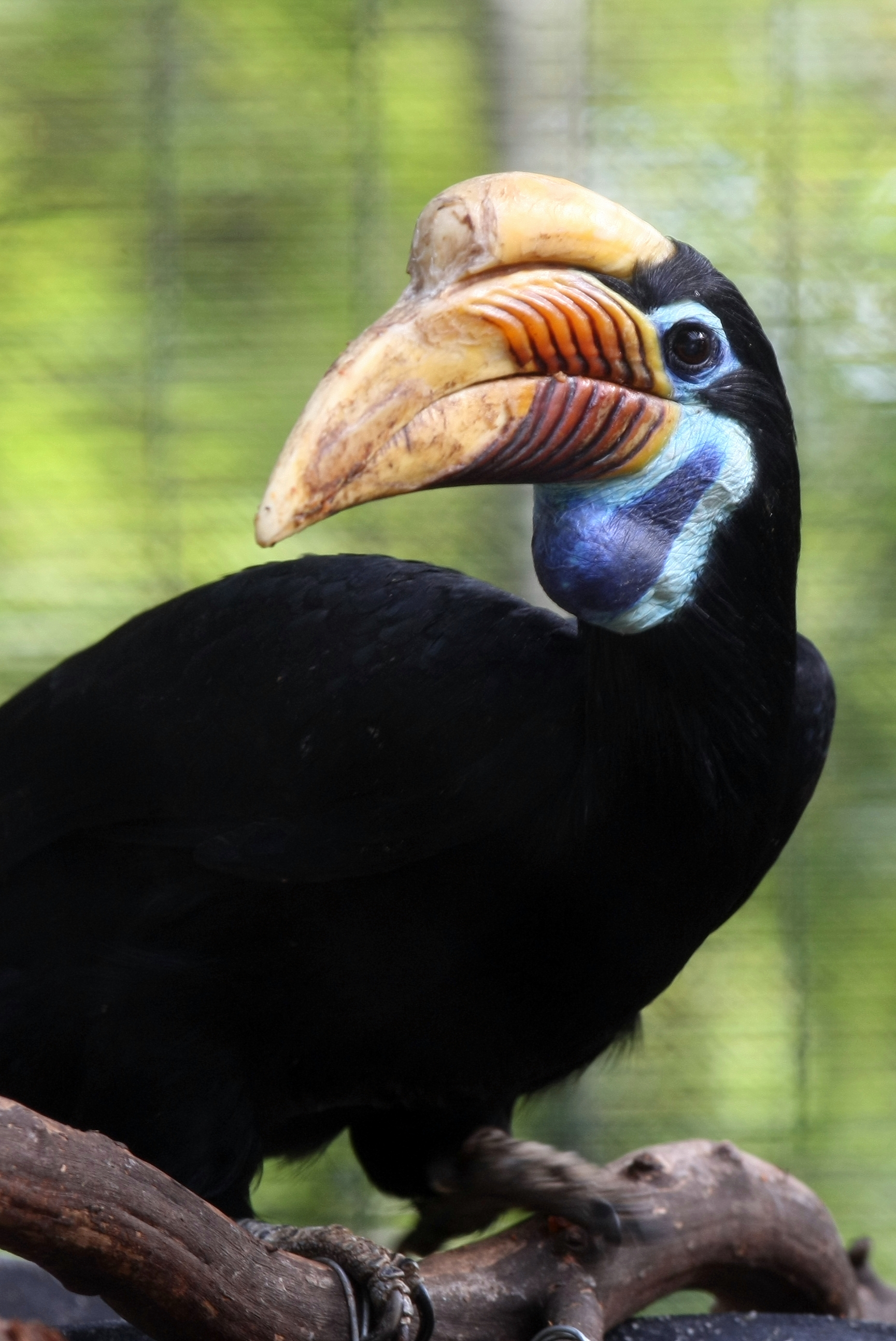
Tojó
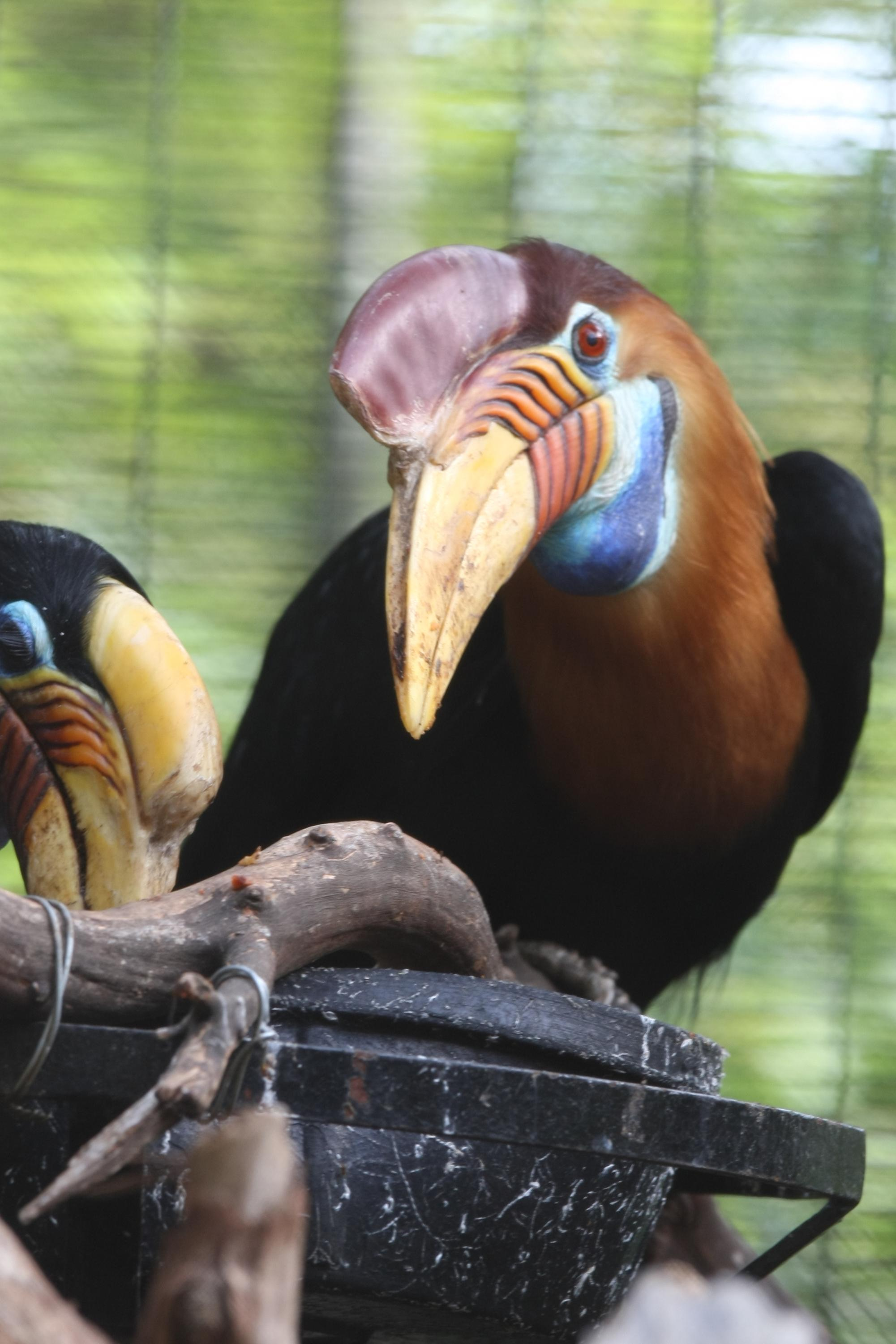
Sisakos goge pár

## Fordítás
- Ez a szócikk részben vagy egészben  a   Knobbed Hornbill című angol Wikipédia-szócikk ezen változatának fordításán alapul.  Az eredeti cikk szerkesztőit annak laptörténete sorolja fel. Ez a jelzés csupán a megfogalmazás eredetét és a szerzői jogokat jelzi, nem szolgál a cikkben szereplő információk forrásmegjelöléseként.